# Rachel de Joode
Rachel de Joode (Nederland, 1979) is een in Berlijn woonachtige Nederlandse beeldhouwer, fotograaf en installatie-artiest.

## Studie
Rachel de Joode studeerde aan de Akademie voor Kunst en Vormgeving St. Joost in Breda en time-based arts aan de Gerrit Rietveld Academie in Amsterdam.

## Werk
De Joode's werk kan worden gezien als een versie van de vluchtige werkelijkheid, een schijnbaar voelbare oppervlak of textuur van sculpturale materialen, wat eigenlijk foto's zijn. Wanneer ze ervoor kiest om deze foto's te combineren met echte materialen, wordt de illusie uitvergroot tot een nieuwe vorm van natuurlijkheid.

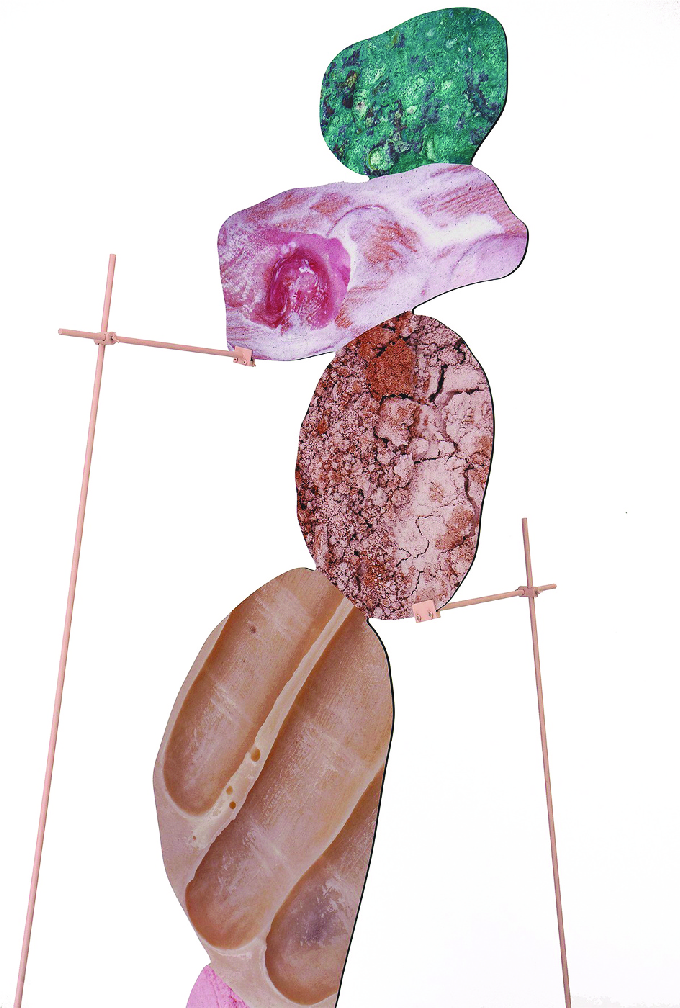
Stacked Sculpture II (2017)

Na haar afstuderen begon De Joode te werken met foto's en korte films die uiteindelijk uitgroeiden tot sculpturen die de grens tussen digitale representatie en een object vervaagden. Haar samenwerking met Donna Huanca was een interpretatie van een astrologische gebeurtenis waarbij twee performers door een installatie bewogen alsof ze een vergeten ritueel uitvoerden. De Joode's interesse in de relatie tussen fotografie, fysieke realiteit en illusie kwam naar voren in de documentatie van de installatie/performance, het uiteindelijke kunstwerk dat een medium was voor de fysieke ervaring.
Voor haar tentoonstelling in 2016 bij Galerie Christophe Gaillard in Parijs, begon de Joode driedimensionaal te werken door stillevens te maken, objecten te fotograferen en te ordenen. Op een gegeven moment stopte De Joode met het documenteren van de objecten en begon ze de kunstgalerie te zien als een podium dat bedoeld was om gefotografeerd, gedocumenteerd en via internet verspreid te worden. In de tentoonstelling Instead of Pieces, a Play (Galerie Christophe Gaillard, Parijs, 2018) combineert De Joode performance met virtuele en echte texturen en fotografische assemblages.

## Exposities

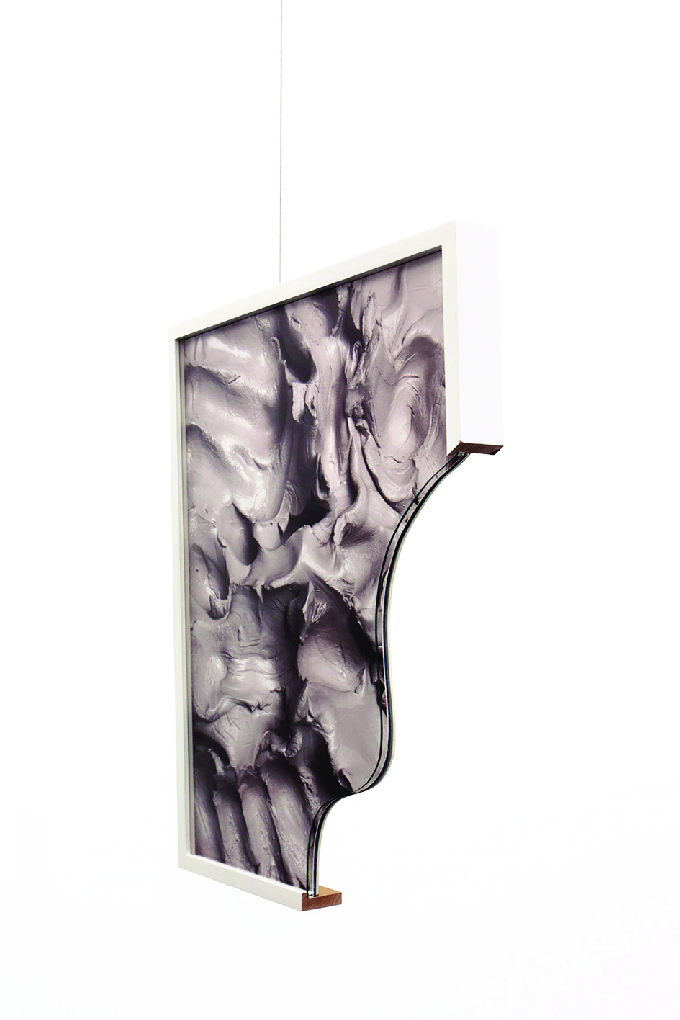
A Ruin (II) (2014)

- 2015: Porosity, Galerie Christophe Gaillard, Parijs[5]
- 2015: Surfaces in Neumeister Bar-Am, Berlijn[6]
- 2018: Expositie in Galerie Christophe Gaillard, Parijs[7]
- 2022: Mingle, Dürst Britt & Mayhew, Den Haag[8]
- 2022-2023: In translation, Galerie Christophe Gaillard, Parijs[9]

## Meer lezen
- Smallenburg, Sandra, De knip- en plak generatie. NRC (18 september 2015).
- (en) Gavoyannis, Olivia, 'Instagram makes you feel part of the art world—but it's a lie': artist Rachel de Joode on art and the digital (interview). The Art Newspaper (11 november 2020).
- Ek, S. van, "Conservator tanya Rumpff: een kunstwerk moet je worden gegund", Friesch Dagblad, 18 juni 2021.
- (en) Jordan, Marvin, Steciw and de Joode | Open for Business (interview). DIS Magazine.

- RKD-Nederlands Instituut voor Kunstgeschiedenis: 447818
- Système universitaire de documentation: 242626939
- Union List of Artist Names: 500701876
- Virtual International Authority File: 157158367865501282748